# Montereau-sur-le-Jard
Montereau-sur-le-Jard è un comune francese di 577 abitanti situato nel dipartimento di Senna e Marna nella regione dell'Île-de-France.

## Società

### Evoluzione demografica
Abitanti censiti